# Cymbium
Cymbium is een geslacht van zeeslakken uit de familie Volutidae. De naam van het geslacht werd gepubliceerd in 1798 door Peter Friedrich Röding, die de nagelaten schelpenverzameling van de overleden Joachim Friedrich Bolten catalogiseerde en van wetenschappelijke namen volgens het systeem van Linnaeus voorzag.

## Soorten
- Cymbium coenyei Nolf, 2017
- Cymbium cucumis Röding, 1798
- Cymbium cymbium (Linnaeus, 1758)
- Cymbium fragile Fittkau & Stürmer, 1985
- Cymbium glans (Gmelin, 1791)
- Cymbium gracile (Broderip, 1830)
- Cymbium ibericum Landau & Marquet, 2000 †
- Cymbium marmoratum Link, 1807
- Cymbium olla (Linnaeus, 1758)
- Cymbium pachyus (Pallary, 1930)
- Cymbium patulum (Broderip, 1830)
- Cymbium pepo ([Lightfoot], 1786)
- Cymbium senegalense Marche-Marchad, 1978
- Cymbium souliei Marche-Marchad, 1974
- Cymbium tritonis (Broderip, 1830)

### Synoniemen
- Cymbium aethiopicum (Linnaeus, 1758) => Melo aethiopicus (Linnaeus, 1758)
- Cymbium caputvelatum Bruynseels, 1975 => Cymbium tritonis (Broderip, 1830)
- Cymbium cisium Menke, 1828 => Cymbium cymbium (Linnaeus, 1758)
- Cymbium flammeum Röding, 1798 => Melo amphora ([Lightfoot, 1786])
- Cymbium guttatum Röding, 1798 => Cymbium pepo ([Lightfoot], 1786)
- Cymbium indicum (Gmelin, 1791) => Melo melo (Lightfoot, 1786)
- Cymbium inflata Röding, 1798 => Cymbium pepo ([Lightfoot], 1786)
- Cymbium jacobinum Röding, 1798 => Cymbium cymbium (Linnaeus, 1758)
- Cymbium linnaei Reeve, 1846 => Cymbium marmoratum Link, 1807
- Cymbium maculatum Röding, 1798 => Melo melo (Lightfoot, 1786)
- Cymbium melo (Lightfoot, 1786) => Melo melo (Lightfoot, 1786)
- Cymbium navicula (Gmelin, 1791) => Cymbium pepo ([Lightfoot], 1786)
- Cymbium neptuni (Gmelin, 1791) => Cymbium pepo ([Lightfoot], 1786)
- Cymbium papillaris (Gmelin, 1791) => Cymbium pepo ([Lightfoot], 1786)
- Cymbium papillatum Schumacher, 1817 => Cymbium olla (Linnaeus, 1758)
- Cymbium philipinum Röding, 1798 => Cymbium olla (Linnaeus, 1758)
- Cymbium praeputium Röding, 1798 => Cymbium pepo ([Lightfoot], 1786)
- Cymbium productum R. T. Lowe, 1861 => Cymbium olla (Linnaeus, 1758)
- Cymbium rubiginosum (R. T. Lowe, 1861) => Cymbium cucumis Röding, 1798
- Cymbium rubiginosum (Swainson, 1822) => Cymbium cucumis Röding, 1798
- Cymbium unicolor Link, 1807 => Cymbium cymbium (Linnaeus, 1758)